# Luis Ibáñez de Segovia y Peralta
Luis Ibáñez de Segovia Peralta y Cárdenas (Madrid, 1638 - Lima, 1695), militar y funcionario colonial español. Establecido en el Virreinato del Perú, ejerció altos cargos políticos y se le concedió el Marquesado de Corpa, obteniendo además para uno de sus hijos el Condado de Torreblanca.

## Biografía
Sus padres fueron Mateo Ibáñez de Segovia, señor de Corpa y Tesorero de Felipe IV, y de Elvira de Peralta y Cárdenas. Hermano de Gaspar Ibáñez de Segovia, marqués consorte de Mondéjar, y de Francisco Ibáñez de Peralta, gobernador de Chile. A temprana edad sirvió en los tercios de Flandes, alcanzando el grado de coronel. 
Investido con el hábito de la Orden de Santiago, fue nombrado corregidor del Cuzco, siendo recibido en esa ciudad en 1663. En el ejercicio de su cargo, se hizo notoria su vinculación con Gaspar de Salcedo, viéndose implicado en su actitud sediciosa, fue llamado a Lima por el virrey Conde de Lemos, donde logró esclarecer su conducta (1668). Se tomaron sus servicios nuevamente ante la alarma por las acciones del pirata Henry Morgan en Panamá; como maestre de campo y al mando de 250 hombres, salió del Callao (4 de marzo de 1671).
A su regreso fue nombrado gobernador de Huancavelica y corregidor de Angaraes (1672). Ejerció el cargo por dos años, preocupándose por la perforación de nuevas vetas en la mina y corregir los robos de los contratistas. Posteriormente fue nombrado corregidor de Huancabamba.
Ante el virrey Duque de la Palata desembolsó 60.000 pesos por la obtención de dos títulos nobiliarios (Marquesado de Corpa y Condado de Torreblanca) que le fueron concedidos por real cédula del 12 de junio de 1683.

## Matrimonio y descendencia
Hacia 1665 contrajo matrimonio con María Josefa de Orellana y Luna, hija de Sebastián Alonso de Orellana y Meneses, y de Gertrudis Godínez de Luna, con la cual tuvo la siguiente descendencia:
1. Mateo Ibáñez de Segovia y Orellana, II marqués de Corpa.
2. Luis Ibáñez de Segovia y Orellana, I conde de Torreblanca.
3. Gaspar Ibáñez de Segovia y Orellana, catedrático de la Universidad de San Marcos e inquisidor en Lima.
4. Matías Ibáñez de Segovia, obispo de La Paz.
5. Melchor Ibáñez, con sucesión.
6. Alfonsa Ibáñez, casada con el II conde de la Vega del Ren, sin sucesión.
7. Mariana Ibáñez, casada en primeras nupcias con Gregorio de Azaña y luego con Lorenzo de la Puente, con sucesión.
8. Beatriz Ibáñez, casada con Juan Pérez de Urquizu, con sucesión.

| Predecesor: Gabriel Guerrero de Luna interino | Corregidor del Cuzco 1663 - 1668 | Sucesor: Pedro de Vallejo y Cañiedo |